# SQL/MED
افزونه SQL/MED ("مدیریت داده های خارجی") به استاندارد SQL توسط ISO /IEC 9075-9:2008 تعریف شده است (در ابتدا برای SQL:2003 تعریف شده است). SQL/MED افزونه‌هایی برای SQL فراهم می‌کند که بسته‌بندی‌های داده خارجی و انواع پیوندهای داده را تعریف می‌کنند تا به SQL اجازه مدیریت داده‌های خارجی را بدهد. داده‌های خارجی، داده‌هایی هستند که برای یک DBMS مبتنی بر SQL قابل دسترسی هستند، اما توسط آن مدیریت نمی‌شوند. این استاندارد می تواند در توسعه سیستم های پایگاه داده فدرال استفاده شود.

## پیاده سازی ها
- PostgreSQL از نسخه 9.1 از برخی از SQL/MED پشتیبانی می کند.
- LucidDB از SQL/MED پشتیبانی می کند.
- MariaDB از SQL/MED با موتور ذخیره سازی CONNECT پشتیبانی می کند. پیاده سازی از نحو متفاوتی نسبت به استاندارد رسمی استفاده می کند.
- Farrago از SQL/MED پشتیبانی می کند.
- IBM Db2 از SQL/MED پشتیبانی می کند.
- Teiid از SQL/MED پشتیبانی می کند.
- Microsoft SQL Server از SQL/MED پشتیبانی داخلی دارد. DATALINK توسط FILESTREAM (SQL Server 2008) و FileTable (SQL Server 2012) و بسته بندی داده های خارجی توسط جداول EXTERNAL و PolyBase ارائه می شود.

## همچنین ببینید
- SQL
- SQL: 2008
- SQL: 2003